# U-122 (1940)
U-122 — німецький великий океанський підводний човен класу IX-B військово-морських сил Третього Рейху.

## Історія
30 березня 1940 року човен був прийнятий в крігсмаріне, його командиром був призначений корветтен-капітан Ганс-Гюнтер Лофф. 16 травня 1940 року U-122 вийшов з Кіля і 19 травня о 13:40 прибув до Тронгейма, доставивши паливо для літаків Люфтваффе. 21 травня ПЧ вирушив назад і 25 травня прибув до Кілю.
13 червня ПЧ вирушив у другий похід, затопивши 20 червня британський корабель «Empire Conveyor» (5911 брт). 21 червня був останній сеанс зв'язку з U-122, який повинен був атакувати конвой. З 22 червня ПЧ зник безвісти у Північному морі. Пароплав «San Felipe» з конвою сповістив про зіткнення з невідомим об'єктом, тому прийнято вважати, що він мимоволі затопив U-122.